# Sa Pobla
Sa Pobla (em catalão e oficialmente; em castelhano: La Puebla), outrora chamado la Pobla d'Uialfàs, La Puebla de Uialfás ou Uialfás, é um município da Espanha na ilha de Maiorca, província e comunidade autónoma das Ilhas Baleares. Tem 48,6 km² de área e em 2021 tinha 13 873 habitantes (densidade: 285,5 hab./km²).

## Demografia
| Variação demográfica do município entre 1991 e 2004 [carece de fontes?] | Variação demográfica do município entre 1991 e 2004 [carece de fontes?] | Variação demográfica do município entre 1991 e 2004 [carece de fontes?] | Variação demográfica do município entre 1991 e 2004 [carece de fontes?] |
| ----------------------------------------------------------------------- | ----------------------------------------------------------------------- | ----------------------------------------------------------------------- | ----------------------------------------------------------------------- |
| 1991                                                                    | 1996                                                                    | 2001                                                                    | 2004                                                                    |
| 10090                                                                   | 10213                                                                   | 10388                                                                   | 11442                                                                   |